# João de Mohun, 2.º Barão Mohun
João de Mohun, 2.º Barão Mohun, 9.º Barão de Mohun de Dunster (1320 – 1376) foi um nobre inglês e comandante militar durante a Guerra dos Cem Anos. Em 1348 ele foi um dos cavaleiros fundadores, o décimo primeiro Cavaleiro da Ordem da Jarreteira.
Em 1328 e 1331, atuou no serviço dos Reis, na Bretanha, com Sir Bartholemew de Burghersh. Em 1332, ele participou com Eduardo Príncipe de Gales quando Eduardo III entrou na França pela Normandia, e continuou em serviço no Cerco de Calais, e novamente em 1333. O seu último serviço militar foi registrado em atendimento ao Príncipe de Gales na Gasconha em 1341. 
Com a morte do avô, herda vastas extensões de terras e bens. Ele se casou com Joana, filha do Lord Bartholemew de Burghersh o velho, que era irmã de Sir Bartholemew de Burghersh, também um dos fundadores da Ordem da Jarreteira. Uma de suas filhas casou-se com Guilherme de Montagu, 2.º Conde de Salisbury.